# Ökölvívás az 1964. évi nyári olimpiai játékokon
Az ökölvívás az 1964. évi nyári olimpiai játékokon tíz súlycsoportban zajlott. A szabályok értelmében a harmadik helyért nem kellett megmérkőzniük a versenyzőknek, mindkét elődöntő vesztese bronzérmet kapott. A legtechnikásabb ökölvívónak kiosztott Val Barker-díjat a szovjet Valerij Popencsenko kapta.

## Éremtáblázat
(A rendező ország csapata eltérő háttérszínnel, az egyes számoszlopok legmagasabb értéke illetve értékei vastagítással kiemelve.)
| Az 1964. évi nyári olimpiai játékok éremtáblázata ökölvívásban | Az 1964. évi nyári olimpiai játékok éremtáblázata ökölvívásban | Az 1964. évi nyári olimpiai játékok éremtáblázata ökölvívásban | Az 1964. évi nyári olimpiai játékok éremtáblázata ökölvívásban | Az 1964. évi nyári olimpiai játékok éremtáblázata ökölvívásban | Olimpia  |
| -------------------------------------------------------------- | -------------------------------------------------------------- | -------------------------------------------------------------- | -------------------------------------------------------------- | -------------------------------------------------------------- | -------- |
|                                                                | Ország                                                         | Arany                                                          | Ezüst                                                          | Bronz                                                          | Összesen |
| 1.                                                             | Szovjetunió (URS)                                              | 3                                                              | 4                                                              | 2                                                              | 9        |
| 2.                                                             | Lengyelország (POL)                                            | 3                                                              | 1                                                              | 3                                                              | 7        |
| 3.                                                             | Olaszország (ITA)                                              | 2                                                              | 0                                                              | 3                                                              | 5        |
| 4.                                                             | Egyesült Államok (USA)                                         | 1                                                              | 0                                                              | 3                                                              | 4        |
| 5.                                                             | Japán (JPN)                                                    | 1                                                              | 0                                                              | 0                                                              | 1        |
|                                                                |                                                                |                                                                |                                                                |                                                                |          |
| 6.                                                             | Egyesült Német Csapat (EUA)                                    | 0                                                              | 2                                                              | 1                                                              | 3        |
| 7.                                                             | Franciaország (FRA)                                            | 0                                                              | 1                                                              | 0                                                              | 1        |
| 7.                                                             | Fülöp-szigetek (PHI)                                           | 0                                                              | 1                                                              | 0                                                              | 1        |
| 7.                                                             | Dél-Korea (KOR)                                                | 0                                                              | 1                                                              | 0                                                              | 1        |
|                                                                |                                                                |                                                                |                                                                |                                                                |          |
| 10.                                                            | Bulgária (BUL)                                                 | 0                                                              | 0                                                              | 1                                                              | 1        |
| 10.                                                            | Finnország (FIN)                                               | 0                                                              | 0                                                              | 1                                                              | 1        |
| 10.                                                            | Ghána (GHA)                                                    | 0                                                              | 0                                                              | 1                                                              | 1        |
| 10.                                                            | Írország (IRL)                                                 | 0                                                              | 0                                                              | 1                                                              | 1        |
| 10.                                                            | Mexikó (MEX)                                                   | 0                                                              | 0                                                              | 1                                                              | 1        |
| 10.                                                            | Nigéria (NGR)                                                  | 0                                                              | 0                                                              | 1                                                              | 1        |
| 10.                                                            | Tunézia (TUN)                                                  | 0                                                              | 0                                                              | 1                                                              | 1        |
| 10.                                                            | Uruguay (URU)                                                  | 0                                                              | 0                                                              | 1                                                              | 1        |
|                                                                |                                                                |                                                                |                                                                |                                                                |          |
| Összesen                                                       | Összesen                                                       | 10                                                             | 10                                                             | 20                                                             | 40       |

## Érmesek
| Az 1964. évi nyári olimpiai játékok érmesei ökölvívásban |                                              |                                                |                                              |
| Versenyszám                                              | Arany                                        | Ezüst                                          | Bronz                                        |
| Nehézsúly                                                | Joe Frazier · Egyesült Államok (USA)         | Hans Huber · Egyesült Német Csapat (EUA)       | Giuseppe Ros · Olaszország (ITA)             |
| Nehézsúly                                                | Joe Frazier · Egyesült Államok (USA)         | Hans Huber · Egyesült Német Csapat (EUA)       | Vagyim Jemeljanov · Szovjetunió (URS)        |
| Félnehézsúly                                             | Cosimo Pinto · Olaszország (ITA)             | Alekszej Kiszeljov · Szovjetunió (URS)         | Alekszandar Nikolov · Bulgária (BUL)         |
| Félnehézsúly                                             | Cosimo Pinto · Olaszország (ITA)             | Alekszej Kiszeljov · Szovjetunió (URS)         | Zbigniew Pietrzykowski · Lengyelország (POL) |
| Középsúly                                                | Valerij Popencsenko · Szovjetunió (URS)      | Emil Schulz · Egyesült Német Csapat (EUA)      | Franco Valle · Olaszország (ITA)             |
| Középsúly                                                | Valerij Popencsenko · Szovjetunió (URS)      | Emil Schulz · Egyesült Német Csapat (EUA)      | Tadeusz Walasek · Lengyelország (POL)        |
| Nagyváltósúly                                            | Borisz Lagutyin · Szovjetunió (URS)          | Joseph Gonzales · Franciaország (FRA)          | Nojim Maiyegun · Nigéria (NGR)               |
| Nagyváltósúly                                            | Borisz Lagutyin · Szovjetunió (URS)          | Joseph Gonzales · Franciaország (FRA)          | Józef Grzesiak · Lengyelország (POL)         |
| Váltósúly                                                | Marian Kasprzyk · Lengyelország (POL)        | Ričardas Tamulis · Szovjetunió (URS)           | Pertti Purhonen · Finnország (FIN)           |
| Váltósúly                                                | Marian Kasprzyk · Lengyelország (POL)        | Ričardas Tamulis · Szovjetunió (URS)           | Silvano Bertini · Olaszország (ITA)          |
| Kisváltósúly                                             | Jerzy Kulej · Lengyelország (POL)            | Jevgenyij Frolov · Szovjetunió (URS)           | Eddie Blay · Ghána (GHA)                     |
| Kisváltósúly                                             | Jerzy Kulej · Lengyelország (POL)            | Jevgenyij Frolov · Szovjetunió (URS)           | Habib Galhia · Tunézia (TUN)                 |
| Könnyűsúly                                               | Józef Grudzień · Lengyelország (POL)         | Vilikton Barannyikov · Szovjetunió (URS)       | Jim McCourt · Írország (IRL)                 |
| Könnyűsúly                                               | Józef Grudzień · Lengyelország (POL)         | Vilikton Barannyikov · Szovjetunió (URS)       | Ronald Harris · Egyesült Államok (USA)       |
| Pehelysúly                                               | Sztanyiszlav Sztyepaskin · Szovjetunió (URS) | Anthony Villanueva · Fülöp-szigetek (PHI)      | Charles Brown · Egyesült Államok (USA)       |
| Pehelysúly                                               | Sztanyiszlav Sztyepaskin · Szovjetunió (URS) | Anthony Villanueva · Fülöp-szigetek (PHI)      | Heinz Schulz · Egyesült Német Csapat (EUA)   |
| Harmatsúly                                               | Szakurai Takao · Japán (JPN)                 | Csong Sindzso (Jeong Sin-jo) · Dél-Korea (KOR) | Juan Fabila · Mexikó (MEX)                   |
| Harmatsúly                                               | Szakurai Takao · Japán (JPN)                 | Csong Sindzso (Jeong Sin-jo) · Dél-Korea (KOR) | Washington Rodríguez · Uruguay (URU)         |
| Légsúly                                                  | Fernando Atzori · Olaszország (ITA)          | Artur Olech · Lengyelország (POL)              | Robert Carmody · Egyesült Államok (USA)      |
| Légsúly                                                  | Fernando Atzori · Olaszország (ITA)          | Artur Olech · Lengyelország (POL)              | Sztanyiszlav Szorokin · Szovjetunió (URS)    |